# Diclidia antipodes
Diclidia antipodes là một loài bọ cánh cứng trong họ Scraptiidae. Loài này được Ray miêu tả khoa học năm 1936.